# Nắm giữ vàng

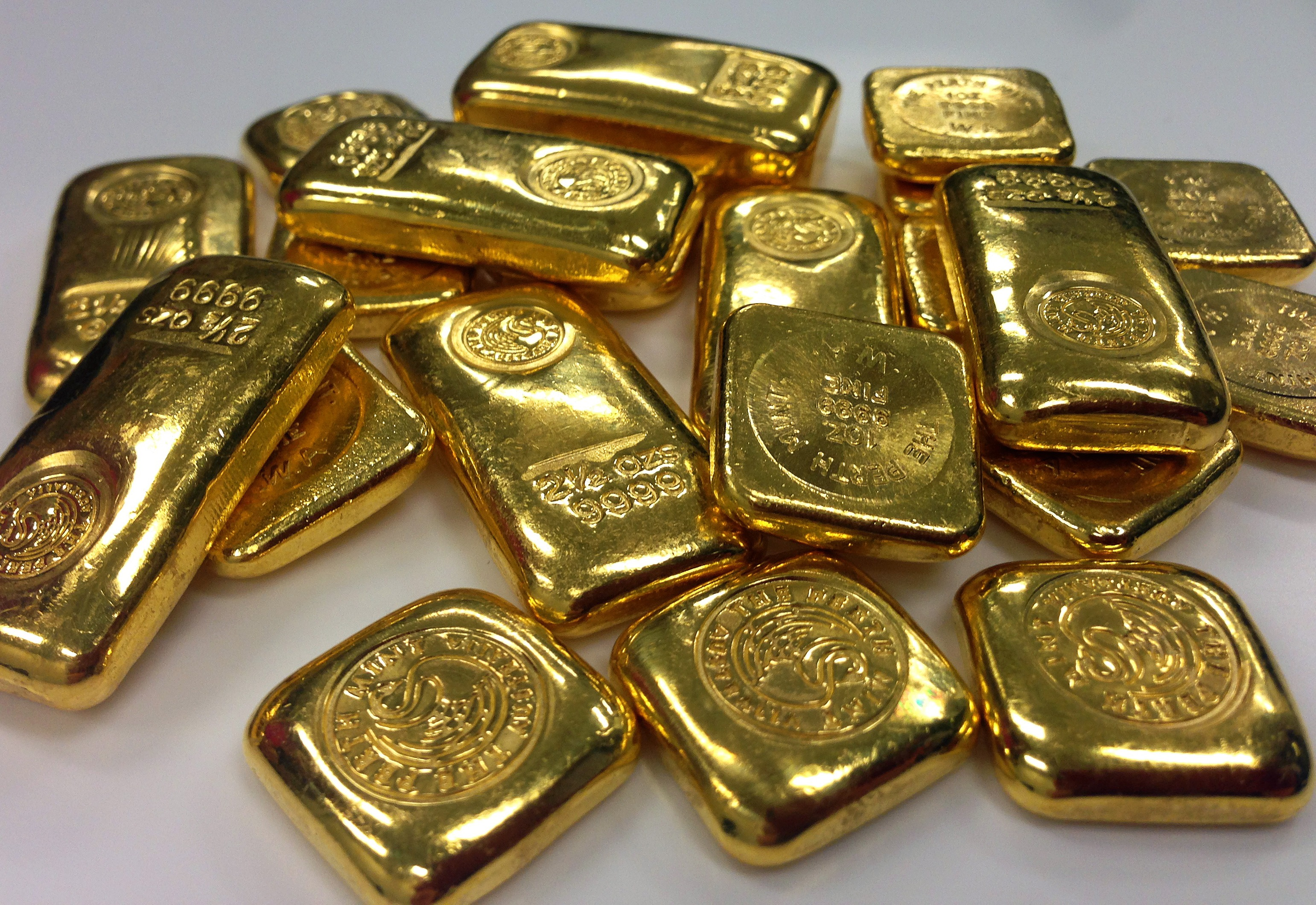
Các thỏi vàng

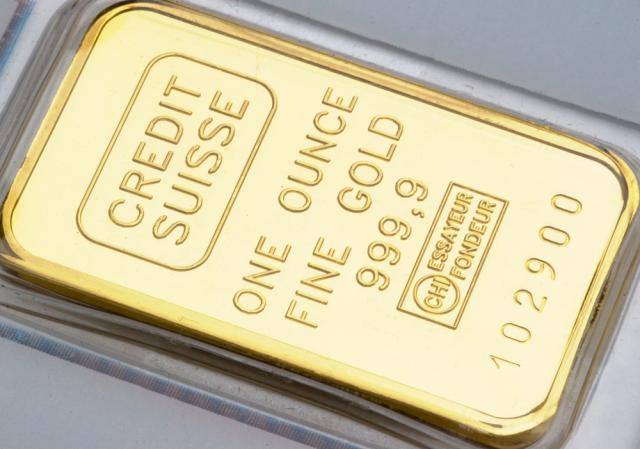
Một thẻ vàng

Nắm giữ vàng (Gold holdings) là số lượng vàng do các cá nhân, doanh nghiệp, công ty tư nhân hoặc các tổ chức công nắm giữ như một kho lưu trữ giá trị, một phương tiện đầu tư hoặc được coi là biện pháp phòng hộ chống lại nguy cơ siêu lạm phát và chống lại các biến động tài chính và/hoặc chính trị. Trong thời kỳ bản vị vàng vào thế kỷ XIX và đầu thế kỷ XX, các chính phủ quốc gia đã thực hiện nghĩa vụ đổi tiền tệ quốc gia lấy một lượng vàng nhất định. Vào những thời điểm như vậy, ngân hàng trung ương của quốc gia đã sử dụng dự trữ vàng của mình để đáp ứng nghĩa vụ đó, bảo đảm một phần hoặc toàn bộ tiền tệ bằng kim loại mà ngân hàng trung ương nắm giữ. Hội đồng Vàng Thế giới (World Gold Council) ước tính rằng tổng lượng vàng đã từng được khai thác và được tính đến là 187.200 tấn, tính đến năm 2017 nhưng các ước tính độc lập khác thay đổi tới 20%. Với mức giá 1.250 đô la Mỹ cho một ounce troy, được đánh dấu vào ngày 16 tháng 8 năm 2017, một tấn vàng có giá trị khoảng 40,2 triệu đô la Mỹ. Tổng giá trị của tất cả vàng từng được khai thác, và được tính đến, sẽ vượt quá 7,5 nghìn tỷ đô la Mỹ theo định giá đó, sử dụng ước tính năm 2017 của WGC. Kể từ đầu năm 2011, lượng vàng dự trữ của IMF đã ổn định ở mức 90,5 triệu ounce troy (2.814,1 tấn).

## Thống kê
Tính đến tháng 4 năm 2009, Quỹ Tiền tệ Quốc tế (IMF) nắm giữ 3.217 tấn (103,4 triệu ounce troy) vàng, con số này đã không đổi trong nhiều năm. Vào quý 3 năm 2009, IMF thông báo rằng họ sẽ bán một phần tám lượng vàng nắm giữ của mình, tối đa là 403,3 tấn, dựa trên phương án thu nhập mới đã được thống nhất vào tháng 4 năm 2008, và sau đó thông báo bán 200 tấn cho Ấn Độ, 10 tấn cho Sri Lanka, 10 tấn vàng nữa cũng được bán cho Ngân hàng Bangladesh vào tháng 9 năm 2010 và 2 tấn cho Ngân hàng Mauritius. IMF duy trì giá trị sổ sách nội bộ về tỷ lệ vàng nắm giữ thấp hơn nhiều so với giá trị thị trường. Năm 2000, giá trị sổ sách này là SDR 35, hay khoảng 47 đô la Mỹ cho một ounce troy. Một nỗ lực định giá lại dự trữ vàng theo giá trị ngày nay đã gặp phải sự phản đối vì nhiều lý do khác nhau. 

### Quốc gia
IMF thường xuyên duy trì số liệu thống kê về tài sản quốc gia theo báo cáo của nhiều quốc gia. Dữ liệu này được Hội đồng Vàng Thế giới sử dụng để định kỳ xếp hạng và báo cáo lượng vàng nắm giữ của các quốc gia và tổ chức chính thức. Vào ngày 17 tháng 7 năm 2015, Trung Quốc đã công bố lượng vàng nắm giữ chính thức lần đầu tiên sau sáu năm và thông báo rằng lượng vàng nắm giữ đã tăng khoảng 57%, từ 1.054 lên 1.658 tấn. Trên thực tế, phần lớn vàng trên thế giới nằm trong tay các ngân hàng trung ương, đây là nơi nắm giữ khoảng 20% tổng số vàng được khai thác trên thế giới từ trước tới nay. Trung Quốc được cho là đang nắm giữ lượng vàng gấp 15 lần con số công bố, gấp 4 lần Mỹ. Các nước vẫn đang chạy đua nhập vàng và giá vàng được dự báo sẽ lên 3.000 USD/ounce, tương đương giá vàng trong nước 100 triệu đồng/lượng. Trung Quốc đang trong giai đoạn mua vàng trên diện rộng, với việc tăng lượng dự trữ vàng, theo WGC, Trung Quốc đang thống trị thị trường vàng thế giới với hoạt động mua vào rất mạnh.
| Hạng | Quốc gia/Tổ chức                   | Lượng vàng nắm giữ (tính theo tấn) | Tỷ lệ vàng trong dự trữ ngoại hối |
| ---- | ---------------------------------- | ---------------------------------- | --------------------------------- |
| 1    | United States                      | 8,133.5                            | 72.4%                             |
| 2    | Germany                            | 3,351.5                            | 71.5%                             |
| —    | International Monetary Fund        | 2,814.0                            | —                                 |
| 3    | Italy                              | 2,451.8                            | 68.3%                             |
| 4    | France                             | 2,436.9                            | 69.9%                             |
| 5    | Russia                             | 2,335.9                            | 29.5%                             |
| 6    | China                              | 2,264.3                            | 4.9%                              |
| 7    | Switzerland                        | 1,040.0                            | 8.0%                              |
| 8    | India                              | 854.7                              | 9.5%                              |
| 9    | Japan                              | 845.9                              | 5.1%                              |
| 10   | Netherlands                        | 612.4                              | 61.6%                             |
| 11   | Turkey                             | 584.9                              | 100%                              |
| —    | European Central Bank              | 506.5                              | 33.9%                             |
| 12   | Taiwan                             | 422.4                              | 4.7%                              |
| 13   | Portugal                           | 382.6                              | 74.0%                             |
| 14   | Poland                             | 377.3                              | 13.5%                             |
| 15   | Uzbekistan                         | 365.1                              | 75.2%                             |
| 16   | Saudi Arabia                       | 323.1                              | 4.7%                              |
| 17   | United Kingdom                     | 310.2                              | 13.4%                             |
| 18   | Kazakhstan                         | 298.8                              | 56.0%                             |
| 19   | Lebanon                            | 286.8                              | 54.5%                             |
| 20   | Spain                              | 281.6                              | 20.1%                             |
| 21   | Austria                            | 279.9                              | 63.2%                             |
| 22   | Thailand                           | 234.5                              | 7.8%                              |
| 23   | Singapore                          | 228.8                              | 4.4%                              |
| 24   | Belgium                            | 227.4                              | 39.9%                             |
| 25   | Algeria                            | 173.6                              | 15.1%                             |
| 26   | Venezuela                          | 161.2                              | 83.0%                             |
| 27   | Philippines                        | 159.1                              | 10.2%                             |
| 28   | Libya                              | 146.7                              | 11.2%                             |
| 29   | Iraq                               | 145.7                              | 9.5%                              |
| 30   | Brazil                             | 129.6                              | 2.7%                              |
| 31   | Egypt                              | 126.5                              | 21.4%                             |
| 32   | Sweden                             | 125.7                              | 15.2%                             |
| 33   | South Africa                       | 125.4                              | 15.1%                             |
| 34   | Mexico                             | 120.1                              | 3.9%                              |
| 35   | Greece                             | 114.4                              | 60.3%                             |
| 36   | Qatar                              | 106.4                              | 15.1%                             |
| 37   | South Korea                        | 104.4                              | 1.7%                              |
| 38   | Romania                            | 103.6                              | 10.1%                             |
| —    | Bank for International Settlements | 102.0                              | —                                 |
| 39   | Hungary                            | 94.4                               | 14.3%                             |
| 40   | Australia                          | 79.8                               | 10.1%                             |
| 41   | Kuwait                             | 79.0                               | 10.0%                             |
| 42   | Indonesia                          | 78.6                               | 3.6%                              |
| 43   | United Arab Emirates               | 74.5                               | 2.6%                              |
| 44   | Jordan                             | 70.0                               | 26.6%                             |
| 45   | Denmark                            | 66.5                               | 4.1%                              |
| 46   | Pakistan                           | 64.7                               | 31.3%                             |
| 47   | Argentina                          | 61.7                               | 15.9%                             |
| 48   | Belarus                            | 54.0                               | 48.4%                             |
| 49   | Finland                            | 49.0                               | 21.0%                             |
| 50   | Serbia                             | 47.4                               | 12.3%                             |
| —    | Thế giới                           | 35,938.6                           | 15.2%                             |
| —    | Khu vực đồng euro (kể cả ECB)      | 10,771.5                           | 56.4%                             |

### Khối tư nhân
Một lượng lớn vàng do khối tư nhân nắm giữ. Thống kê về lượng vàng mà khối tư nhân nắm giữ:
| Hạng | Tên                               | Loại            | Lượng vàng nắm giữ (theo tấn) |
| ---- | --------------------------------- | --------------- | ----------------------------- |
| 1    | Trung Quốc                        | Công ty tư nhân | 31,000                        |
| 2    | Ấn Độ                             | Công ty tư nhân | 30,000                        |
| 3    | SPDR Gold Shares                  | ETF             | 1,167                         |
| 4    | iShares Gold Trust                | ETF             | 523.0                         |
| 5    | COMEX Gold Trust                  | ETF             | 440.0                         |
| 6    | ETF Securities Gold Funds         | ETF             | 306.9                         |
| 7    | Xetra Gold ETF                    | ETF             | 226.9                         |
| 8    | ZKB Physical Gold                 | ETF             | 169.4                         |
| 9    | Sprott Physical Gold Trust        | CEF             | 69.3                          |
| 10   | SPDR Gold MiniShares              | ETF             | 66.0                          |
| 11   | Quỹ Trung ương Canada             | CEF             | 52.7                          |
| 12   | Julius Baer Physical Gold Fund    | ETF             | 49.1                          |
| 13   | BullionVault                      | Tiền gửi        | 34.2                          |
| 14   | GoldMoney                         | Tiền gửi        | 34.1                          |
| 15   | ETFS Physical Swiss Gold Shares   | ETF             | 26.3                          |
| 16   | ABSA NewGold Exchange Traded Fund | ETF             | 22.0                          |
| 17   | Central GoldTrust                 | CEF             | 21.9                          |
| -    | Tổng cộng                         |                 | 64,960                        |

Ở Việt Nam, có những ước tính cho thấy có khoảng 400 tấn vàng còn lại vẫn được nắm giữ rải rác trong dân, nếu quy đổi ngang giá 1.700 USD một ounce thì lượng vàng này tương đương 22 tỷ USD, xấp xỉ dự trữ ngoại hối mà Việt Nam hiện có. Quan chức Việt Nam cho rằng vàng nằm im trong dân là vàng chết, trong khi nhu cầu về vốn trong sản xuất kinh doanh là rất lớn, khi nắm giữ vàng thì giá trị có thể lớn nhưng khi nắm giữ thì coi như số tiền đó người dân không sử dụng được. Nếu lấy vàng để chuyển hóa sang VND thì sẽ có cơ hội để kinh doanh, để đầu tư vào các lĩnh vực khác như gửi tiền vào ngân hàng, để ngân hàng sử dụng tiền đó để cho vay sản xuất kinh doanh. Thống đốc Ngân hàng khẳng định không khuyến khích người dân giữ vàng, nhất là vàng miếng. Ngoài nhu cầu trang sức, việc người dân Việt Nam thích nắm giữ vàng xuất phát từ nhiều nguyên nhân, trong đó nổi bật là tâm lý phòng ngừa rủi ro trước lạm phát và sự thiếu đa dạng trong các sản phẩm đầu tư tài chính. Tuy vậy, Chính phủ hiện đang thiết kế chính sách để hạn chế nắm giữ vàng. Bộ Công an đề nghị khẩn trương xây dựng cơ chế can thiệp thị trường vàng. Hàng ngày Ngân hàng Nhà nước chi nhánh Thành phố Hồ Chí Minh thu thập thông tin các cá nhân mua vàng tại SJC và 4 ngân hàng quốc doanh, sau đó chuyển cho công an.

### Toàn cầu
Thống kê lượng vàng nắm giữ tính theo toàn thế giới:
| Địa điểm                                   | Lượng vàng nắm giữ (theo tấn) | Chia theo tổng dự trữ vàng thế giới |
| ------------------------------------------ | ----------------------------- | ----------------------------------- |
| Tổng số                                    | 171,300                       | 100%                                |
| Trang sức                                  | 84,300                        | 49.2%                               |
| Kênh đầu tư vàng (thỏi vàng, đồng xu vàng) | 33,000                        | 19.26%                              |
| Ngân hàng TW                               | 29,500                        | 17.2%                               |
| Công nghiệp                                | 20,800                        | 12.14%                              |
| Không tính đến                             | 3,700                         | 2.2%                                |